# فریگیت کلاس گادواری
فریگیت کلاس گادواری (به انگلیسی: Godavari-class frigate) کلاسی از کشتی‌های هندی دارای موشک هدایت شونده می‌باشند. طول این کلاس از کشتی‌ها ۱۲۶٫۴ متر (۴۱۴ فوت ۸ اینچ) می‌باشد.